# قصر الخربات أوجديد
قصر الخربات أوجديد هو قصرٌ (قريةٌ محصنة) في المغرب، يقعُ في منطقة جهة درعة تافيلالت. بني هذا القصر بتقنية التربة المدكوكة، حيثُ استعمل فيه الطين.